# Michel Taisne
Michel Taisne est un footballeur professionnel français, né le 19 février 1933 à Amiens et mort le 18 octobre 2015 à Lambersart.
Il évoluait au poste de milieu de terrain. Il est le fils de l'ancien international Georges Taisne.

## Carrière
- 1955-1956 :  Lille OSC (D1) : 9 matchs, 4 buts[2]
- 1956-1957 :  Lille OSC (D2) : 3 matchs, 1 but
- 1958-1967 :  AS Aulnoye

## Palmarès
- Finaliste de la Coupe Charles Drago en 1956 avec le Lille OSC